# Glaciar inferior do Aar
O glaciar inferior do Aar (em alemão:  Unteraargletscher) encontra-se  nos Alpes berneses no cantão de Berna, na Suíça.
O maior dos dois glaciares na origem do rio Aar, sendo o outro é o glaciar superior do Aar, ele é formado pela reunião do glaciar Finsteraar, junto do Finsteraarhorn, e do glaciar Lauteraar aos pés do Lauteraarhorn.
Partindo em direcção do Leste durante 6 km em direcção do passo de Grimsel antes de terminar no lago Grimsel.

## Glaciologia
Este lago é um dos primeiros glaciares a serem estudado em relação à glaciologia depois da campanha de Franz Joseph Hugi de 1827 a 1831 e da equipa de Louis Agassiz do glaciar inferior do rio Aar de 1840 a 1845 

## Ecologia
O estudo da elevação da barragem de 23 m é muito contestada em termos ecológicos pela inundação da zona próxima da língua do glaciar por cerca de um kilómetro 